# Hypogenitalismus
Als Hypogenitalismus (altgr. ὑπό Hypo = ‚unter‘) bezeichnet man die Unterentwicklung der Geschlechtsorgane, lateinisch Genitalhypoplasie, (infantile Entwicklung des Genitale), wozu meist auch die sekundären Geschlechtsmerkmale gerechnet werden. Die Ursache für Hypogenitalismus ist meist hormoneller Natur, beispielsweise als Folge einer Unterfunktion der Keimdrüsen (Hypogonadismus). Das Gegenteil von Hypogenitalismus ist eine übermäßige Geschlechtsentwicklung (Hypergenitalismus).

## Klinisches Bild
Beim Mann äußert sich Hypogenitalismus durch einen kleinen, kindlichen Penis (siehe auch Mikropenis) und ein kleines, glattes Skrotum. Die Prostata kann nicht ertastet werden, beziehungsweise ist sie nur als haselnussgroßer Knoten fühlbar. Bei Frauen ist im Fall von Hypogenitalismus die Entwicklung von Gebärmutter und Eileiter gestört. Bei beiden Geschlechtern sind die sekundären Geschlechtsmerkmale unvollständig ausgebildet.

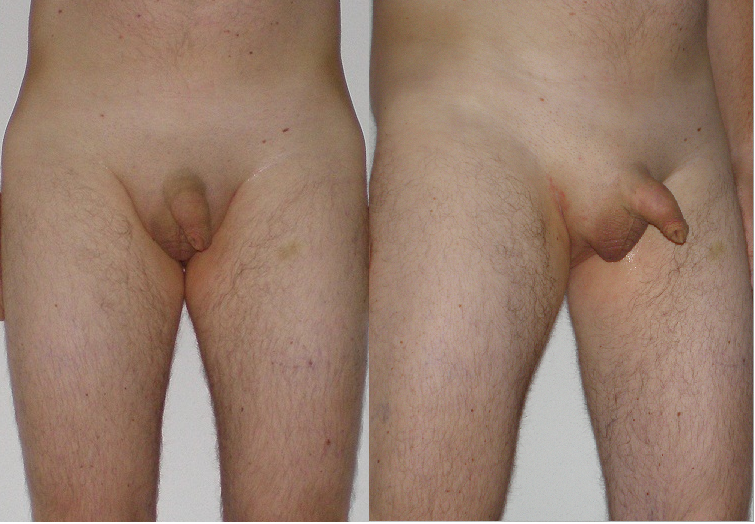
Unterentwickeltes Geschlechtsorgan eines Mannes

## Hypogenitalismus als Symptom/bei Syndromen
Hypogenitalismus ist in vielen Fällen ein Symptom unterschiedlicher Erkrankungen und Syndrome. Dazu gehören unter anderem:
- Adiposogigantismus
- Akrokallosales Syndrom[3]
- Alström-Syndrom
- kongenitale Anorchie
- Biemond-Syndrom Typ II[4]
- Börjeson-Forssman-Lehmann-Syndrom
- Carpenter-Syndrom[5]
- CHARGE-Syndrom[6]
- DeSanctis-Cacchione-Syndrom
- Down-Syndrom (Trisomie 21)[7]
- Dyskeratosis congenita
- idiopathischer Eunuchoidismus
- Fanconi-Anämie
- Fröhlich-Syndrom (Dystrophia adiposogenitalis)
- Hairless-woman-Syndrom (testikuläre Feminisierung)
- Harrod-Syndrom[8]
- Hand-Schüller-Christian-Syndrom
- Hermaphroditismus
- Kallmann-Syndrom
- Klinefelter-Syndrom
- Laurence-Moon-Biedl-Bardet-Syndrom
- LEOPARD-Syndrom
- Leschke-Syndrom
- MacDermot-Winter-Syndrom[9]
- Martsolf-Syndrom[10]
- MEHMO-Syndrom[11]
- Hypophysärer Zwergwuchs
- Prader-Willi-Syndrom
- Progeria-Hutchinson
- adrenogenitaler Pseudohermaphroditismus feminus
- Pseudohermaphroditismus feminus, nicht adrenal bedingt
- Pseudohermaphroditismus masculinus
- Richards-Rundle-Syndrom
- Robinow-Syndrom[12]
- Ruvalcaba-Syndrom
- Turner-Syndrom
- Ullna-Mamma-Syndrom (Schinzel-Syndrom)[13]
- Van-Bogaert-Scherer-Epstein-Syndrom (zerebrotendinöse Xanthomatose)
- Warburg-Mikro-Syndrom[14]
- Williams-Beuren-Syndrom
- XX-Mann

## Therapie
Hypogenitalismus lässt sich mittels der Hormontherapie behandeln. Bei männlichen Patienten wird beispielsweise Testosteron in Form von Injektionen oder als Pflaster (Testosteronpflaster) zugeführt. Bei weiblichen Patienten wird, je nach Alter und Grad des Hypogenitalismus, meist Ethinylestradiol, Estradiol oder Chlormadinon gegeben. Beim Klinefelter-Syndrom verbessert beispielsweise die Gabe von Testosteron die Lebensqualität der Patienten und wirkt gegen Anämie, Osteoporose, Muskelschwäche und Impotenz.